# Marash Kumbulla
Marash Nikolin Kumbulla (Valona, 8 febbraio 2000) è un calciatore albanese con cittadinanza italiana, difensore del Maiorca, in prestito dalla Roma, e della nazionale albanese.

## Biografia
É in possesso della doppia cittadinanza albanese e italiana. Il suo nome a volte viene abbreviato in Max.

## Caratteristiche tecniche
È un difensore centrale abile nei colpi di testa e in marcatura, forte fisicamente, dotato di un'ottima personalità e che può giocare sia in una difesa a 3 sia a 4.
Nel 2021 viene indicato dalla UEFA come uno dei 50 giovani più promettenti dell'anno.

## Carriera

### Club

#### Verona
Inizia a giocare a calcio nella squadra del suo paese, il Cavalcaselle, per poi passare al settore giovanile del Verona (nel quale ha iniziato a giocare a 8 anni), nel luglio 2017 ha firmato il primo contratto professionistico con il club veneto. Ha esordito in prima squadra con la società gialloblù il 12 agosto 2018, nella partita di Coppa Italia persa per 2-0 in trasferta contro il Catania. Nel novembre successivo, rinnova il contratto con la società scaligera fino al giugno 2022. Il 27 dicembre dello stesso anno, ha fatto il suo esordio anche in Serie B, nella vittoria per 4-0 in casa contro il Cittadella.
Dopo avere giocato solo quelle due gare (anche a causa di infortuni) nel 2018-2019, l'anno successivo, con l'arrivo di Ivan Jurić in panchina, diviene titolare in difesa e il 25 agosto 2019 fa il suo esordio in Serie A, nella partita casalinga contro il Bologna, pareggiata per 1-1. Segna il primo gol in Serie A, il 5 ottobre 2019, nella partita vinta 2-0 contro la Sampdoria. Con questa rete è diventato il primo difensore nato nel 2000 ad avere segnato un gol in Serie A. Nel corso della stagione (dove ha anche avuto problemi fisici tra novembre e dicembre) il suo rendimento è costante in positivo e contribuisce alla buona stagione della squadra. Ciononostante termina la sua stagione il 17 luglio 2020 a causa di una lesione di primo grado al bicipite femorale.

#### Roma e prestiti al Sassuolo, all'Espanyol e al Maiorca
Il 17 settembre 2020, si trasferisce alla Roma, sempre in Serie A, con la formula prestito biennale con obbligo di riscatto condizionato a 13,5 milioni di euro più 3,5 di bonus; con il club capitolino, sottoscrive un accordo valido fino al 2025. Rimasto in panchina alla prima giornata contro i suoi ex compagni del Verona, debutta alla seconda giornata in occasione del 2-2 contro la Juventus, mentre l'esordio nelle competizioni UEFA per club risale al 22 ottobre, sul campo dello Young Boys, contro cui il difensore segna il suo primo gol in giallorosso, che sancisce la vittoria in rimonta (1-2) dei capitolini. Quattro giorni dopo realizza la sua prima rete giallorossa in Serie A, chiudendo le marcature di Milan-Roma (3-3). Tuttavia nel corso della stagione, a causa di problemi fisici e della concorrenza nel reparto difensivo dei giallorossi, fatica a trovare spazio con continuità, segnalandosi comunque nel finale per una buona prestazione nel derby vinto 2-0 contro la Lazio.
Il 19 agosto 2021 fa il suo debutto in Conference League, subentrando al posto di Lorenzo Pellegrini nel corso della gara esterna vinta contro il Trabzonspor (1-2). Il 9 marzo 2023, va in gol contro la Real Sociedad negli ottavi di finale di Europa League con un grande stacco di testa. Il 29 aprile seguente, nella sfida contro il Milan, si procura la rottura del legamento crociato anteriore del ginocchio, dovendo così rimanere lontano dai campi per diversi mesi.
Di ritorno dal lungo infortunio, il 1º febbraio 2024 passa ufficialmente in prestito al Sassuolo, sempre in Serie A, per ritrovare continuità. Il 12 maggio 2024, è l'autore dell'autogol che condanna il Sassuolo alla sconfitta per 2-1 in campionato contro il Genoa. Sette giorni dopo, è protagonista in negativo nella sconfitta interna contro il Cagliari, che condanna i neroverdi alla retrocessione in Serie B.
Il 17 agosto 2024, Kumbulla viene ceduto in prestito per una stagione all'Espanyol, nella massima serie spagnola. Il 5 ottobre ha segnato la prima rete con il club spagnolo durante il match di campionato contro il Maiorca, siglando la rete del momentaneo uno a zero.
Il 18 agosto 2025 si trasferisce in prestito con diritto di riscatto proprio al Maiorca, rimanendo in Liga.

### Nazionale
Potendo scegliere tra la nazionale italiana e quella albanese, ha optato per la seconda, con cui ha compiuto la trafila delle nazionali giovanili albanesi. Successivamente, nel settembre del 2018, viene convocato nella nazionale albanese Under-21, dove fa il suo esordio come titolare, giocando tutto il match nell'amichevole persa per 3-1 contro l'Italia Under-21.
Il 31 agosto 2019 riceve la prima convocazione in nazionale maggiore in vista delle partite valide per le qualificazioni agli Europei 2020 rispettivamente contro Francia e Islanda del 7 e del 10 settembre seguente, nelle quali non è stato impiegato. Il 14 ottobre dello stesso anno fa il suo esordio nella vittoria in trasferta per 4-0 della nazionale albanese contro la Moldavia, subentrando all'89º minuto al posto di Ardian Ismajli. Ottiene la seconda presenza l'11 ottobre 2020, in occasione della sfida di Nations League pareggiata 0-0 contro il Kazakistan, partendo per la prima volta da titolare con la selezione albanese.

## Statistiche

### Presenze e reti nei club
Statistiche aggiornate al 18 agosto 2025.
| Stagione        | Squadra         | Campionato      | Campionato | Campionato | Coppe nazionali | Coppe nazionali | Coppe nazionali | Coppe continentali | Coppe continentali | Coppe continentali | Altre coppe | Altre coppe | Altre coppe | Totale | Totale |
| Stagione        | Squadra         | Comp            | Pres       | Reti       | Comp            | Pres            | Reti            | Comp               | Pres               | Reti               | Comp        | Pres        | Reti        | Pres   | Reti   |
| --------------- | --------------- | --------------- | ---------- | ---------- | --------------- | --------------- | --------------- | ------------------ | ------------------ | ------------------ | ----------- | ----------- | ----------- | ------ | ------ |
| 2018-2019       | Verona          | B               | 1          | 0          | CI              | 1               | 0               | -                  | -                  | -                  | -           | -           | -           | 2      | 0      |
| 2019-2020       | Verona          | A               | 25         | 1          | CI              | 1               | 0               | -                  | -                  | -                  | -           | -           | -           | 26     | 1      |
| Totale Verona   | Totale Verona   | Totale Verona   | 26         | 1          |                 | 2               | 0               |                    | -                  | -                  |             | -           | -           | 28     | 1      |
| 2020-2021       | Roma            | A               | 21         | 1          | CI              | 1               | 0               | UEL                | 6                  | 1                  | -           | -           | -           | 28     | 2      |
| 2021-2022       | Roma            | A               | 17         | 0          | CI              | 2               | 1               | UECL               | 9                  | 0                  | -           | -           | -           | 28     | 1      |
| 2022-2023       | Roma            | A               | 7          | 0          | CI              | 2               | 0               | UEL                | 3                  | 1                  | -           | -           | -           | 12     | 1      |
| 2023-gen. 2024  | Roma            | A               | 0          | 0          | CI              | 0               | 0               | UEL                | -                  | -                  | -           | -           | -           | 0      | 0      |
| Totale Roma     | Totale Roma     | Totale Roma     | 45         | 1          |                 | 5               | 1               |                    | 18                 | 2                  |             | -           | -           | 68     | 4      |
| gen.-giu. 2024  | Sassuolo        | A               | 7          | 0          | CI              | -               | -               | -                  | -                  | -                  | -           | -           | -           | 7      | 0      |
| 2024-2025       | Espanyol        | PD              | 35         | 3          | CR              | 1               | 0               |                    | -                  | -                  |             | -           | -           | 36     | 3      |
| 2025-2026       | Maiorca         | PD              | -          | -          | CR              | -               | -               | -                  | -                  | -                  | -           | -           | -           | -      | -      |
| Totale carriera | Totale carriera | Totale carriera | 113        | 5          |                 | 8               | 1               |                    | 18                 | 2                  |             | -           | -           | 139    | 8      |

### Cronologia presenze e reti in nazionale
| Cronologia completa delle presenze e delle reti in nazionale ― Albania | Cronologia completa delle presenze e delle reti in nazionale ― Albania | Cronologia completa delle presenze e delle reti in nazionale ― Albania | Cronologia completa delle presenze e delle reti in nazionale ― Albania | Cronologia completa delle presenze e delle reti in nazionale ― Albania | Cronologia completa delle presenze e delle reti in nazionale ― Albania | Cronologia completa delle presenze e delle reti in nazionale ― Albania | Cronologia completa delle presenze e delle reti in nazionale ― Albania |
| Data                                                                   | Città                                                                  | In casa                                                                | Risultato                                                              | Ospiti                                                                 | Competizione                                                           | Reti                                                                   | Note                                                                   |
| ---------------------------------------------------------------------- | ---------------------------------------------------------------------- | ---------------------------------------------------------------------- | ---------------------------------------------------------------------- | ---------------------------------------------------------------------- | ---------------------------------------------------------------------- | ---------------------------------------------------------------------- | ---------------------------------------------------------------------- |
| 14-10-2019                                                             | Chișinău                                                               | Moldavia                                                               | 0 – 4                                                                  | Albania                                                                | Qual. Euro 2020                                                        | -                                                                      | 88’                                                                    |
| 11-10-2020                                                             | Almaty                                                                 | Kazakistan                                                             | 0 – 0                                                                  | Albania                                                                | UEFA Nations League 2020-2021 - 1º turno                               | -                                                                      |                                                                        |
| 14-10-2020                                                             | Vilnius                                                                | Lituania                                                               | 0 – 0                                                                  | Albania                                                                | UEFA Nations League 2020-2021 - 1º turno                               | -                                                                      | 32’ 57’                                                                |
| 25-3-2021                                                              | Andorra la Vella                                                       | Andorra                                                                | 0 – 1                                                                  | Albania                                                                | Qual. Mondiali 2022                                                    | -                                                                      |                                                                        |
| 5-6-2021                                                               | Cardiff                                                                | Galles                                                                 | 0 – 0                                                                  | Albania                                                                | Amichevole                                                             | -                                                                      |                                                                        |
| 8-6-2021                                                               | Praga                                                                  | Rep. Ceca                                                              | 3 – 1                                                                  | Albania                                                                | Amichevole                                                             | -                                                                      |                                                                        |
| 2-9-2021                                                               | Varsavia                                                               | Polonia                                                                | 4 – 1                                                                  | Albania                                                                | Qual. Mondiali 2022                                                    | -                                                                      |                                                                        |
| 5-9-2021                                                               | Elbasan                                                                | Albania                                                                | 1 – 0                                                                  | Ungheria                                                               | Qual. Mondiali 2022                                                    | -                                                                      |                                                                        |
| 8-9-2021                                                               | Elbasan                                                                | Albania                                                                | 5 – 0                                                                  | San Marino                                                             | Qual. Mondiali 2022                                                    | -                                                                      |                                                                        |
| 9-10-2021                                                              | Budapest                                                               | Ungheria                                                               | 0 – 1                                                                  | Albania                                                                | Qual. Mondiali 2022                                                    | -                                                                      |                                                                        |
| 12-10-2021                                                             | Tirana                                                                 | Albania                                                                | 0 – 1                                                                  | Polonia                                                                | Qual. Mondiali 2022                                                    | -                                                                      |                                                                        |
| 12-11-2021                                                             | Londra                                                                 | Inghilterra                                                            | 5 – 0                                                                  | Albania                                                                | Qual. Mondiali 2022                                                    | -                                                                      | 17’                                                                    |
| 26-3-2022                                                              | Cornellà de Llobregat                                                  | Spagna                                                                 | 2 – 1                                                                  | Albania                                                                | Amichevole                                                             | -                                                                      |                                                                        |
| 29-3-2022                                                              | Tirana                                                                 | Albania                                                                | 0 – 0                                                                  | Georgia                                                                | Amichevole                                                             | -                                                                      |                                                                        |
| 6-6-2022                                                               | Reykjavík                                                              | Islanda                                                                | 1 – 1                                                                  | Albania                                                                | UEFA Nations League 2022-2023 - 1º turno                               | -                                                                      |                                                                        |
| 16-11-2022                                                             | Tirana                                                                 | Albania                                                                | 1 – 3                                                                  | Italia                                                                 | Amichevole                                                             | -                                                                      | 45+4’                                                                  |
| 19-11-2022                                                             | Tirana                                                                 | Albania                                                                | 2 – 0                                                                  | Armenia                                                                | Amichevole                                                             | -                                                                      | 67’                                                                    |
| 27-3-2023                                                              | Varsavia                                                               | Polonia                                                                | 1 – 0                                                                  | Albania                                                                | Qual. Euro 2024                                                        | -                                                                      |                                                                        |
| 3-6-2024                                                               | Szombathely                                                            | Albania                                                                | 3 – 0                                                                  | Liechtenstein                                                          | Amichevole                                                             | -                                                                      | 62’                                                                    |
| 7-9-2024                                                               | Praga                                                                  | Ucraina                                                                | 1 – 2                                                                  | Albania                                                                | UEFA Nations League 2024-2025 - 1º turno                               | -                                                                      |                                                                        |
| 10-9-2024                                                              | Tirana                                                                 | Albania                                                                | 0 – 1                                                                  | Georgia                                                                | UEFA Nations League 2024-2025 - 1º turno                               | -                                                                      |                                                                        |
| 11-10-2024                                                             | Praga                                                                  | Rep. Ceca                                                              | 2 – 0                                                                  | Albania                                                                | UEFA Nations League 2024-2025 - 1º turno                               | -                                                                      |                                                                        |
| 24-3-2025                                                              | Tirana                                                                 | Albania                                                                | 3 – 0                                                                  | Andorra                                                                | Qual. Mondiali 2026                                                    | -                                                                      | 67’                                                                    |
| 10-6-2025                                                              | Riga                                                                   | Lettonia                                                               | 1 – 1                                                                  | Albania                                                                | Qual. Mondiali 2026                                                    | -                                                                      |                                                                        |
| Totale                                                                 |                                                                        | Presenze                                                               | 24                                                                     |                                                                        | Reti                                                                   | 0                                                                      |                                                                        |

| Cronologia completa delle presenze e delle reti in nazionale ― Albania under 21 | Cronologia completa delle presenze e delle reti in nazionale ― Albania under 21 | Cronologia completa delle presenze e delle reti in nazionale ― Albania under 21 | Cronologia completa delle presenze e delle reti in nazionale ― Albania under 21 | Cronologia completa delle presenze e delle reti in nazionale ― Albania under 21 | Cronologia completa delle presenze e delle reti in nazionale ― Albania under 21 | Cronologia completa delle presenze e delle reti in nazionale ― Albania under 21 | Cronologia completa delle presenze e delle reti in nazionale ― Albania under 21 |
| Data                                                                            | Città                                                                           | In casa                                                                         | Risultato                                                                       | Ospiti                                                                          | Competizione                                                                    | Reti                                                                            | Note                                                                            |
| ------------------------------------------------------------------------------- | ------------------------------------------------------------------------------- | ------------------------------------------------------------------------------- | ------------------------------------------------------------------------------- | ------------------------------------------------------------------------------- | ------------------------------------------------------------------------------- | ------------------------------------------------------------------------------- | ------------------------------------------------------------------------------- |
| 11-9-2018                                                                       | Cagliari                                                                        | Italia under 21                                                                 | 3 – 1                                                                           | Albania under 21                                                                | Amichevole                                                                      | -                                                                               |                                                                                 |
| 7-6-2019                                                                        | Istanbul                                                                        | Turchia under 21                                                                | 2 – 2                                                                           | Albania under 21                                                                | Qual. Europeo Under-21 2021                                                     | -                                                                               | 85’                                                                             |
| 11-6-2019                                                                       | Durazzo                                                                         | Albania under 21                                                                | 3 – 1                                                                           | Galles under 21                                                                 | Amichevole                                                                      | -                                                                               |                                                                                 |
| Totale                                                                          |                                                                                 | Presenze                                                                        | 3                                                                               |                                                                                 | Reti                                                                            | 0                                                                               |                                                                                 |

## Palmarès

### Club

#### Competizioni internazionali
- UEFA Conference League: 1

Roma: 2021-2022